# Euxesta fulvicornis
Euxesta fulvicornis är en tvåvingeart som först beskrevs av Jacques-Marie-Frangile Bigot 1886.
Euxesta fulvicornis ingår i släktet Euxesta och familjen fläckflugor. Artens utbredningsområde är Kalifornien. Inga underarter finns listade i Catalogue of Life.